# Тихонова, Евгения Антоновна
Евгения Антоновна Тихонова (укр. Євгенія Антонівна Тихонова; 19 августа 1925, Киев, Украинская ССР — 29 октября 2010) — советский и украинский учёный-правовед, специалист в области теории государства и права и конституционного права. Доктор юридических наук (1978), профессор (1981). Участница разработки Декларации о государственном суверенитете Украины, Конституции Украины и ряда прочих проектов правовых актов.

## Биография
Евгения Антоновна родилась 19 августа 1925 года в Киеве. Высшее образование получила на юридическом факультете Киевского государственного университета, окончив который в 1949 году, начала работать младшим научным сотрудником в основанном в том же году Секторе государства и права АН Украинской ССР. Тихонова стала одним из семи первых сотрудников этого научного-исследовательского учреждения, кроме неё в этом Секторе работали заведующий — В. М. Корецкий, учёный секретарь — Б. М. Бабий, и четыре младших научных сотрудника — Ц. В. Бычкова, М. П. Диденко, Н. К. Михайловский и Л. Л. Потарыкина. В 1952 году Евгения Антоновна написала диссертацию на соискание учёной степени кандидата юридических наук по теме «Местные органы государственной власти Народной Республики Болгарии».
Вплоть до 1970 года Евгения Тихонова продолжала работать в Институте государства и права АН Украинской ССР (до 1969 года Сектор государства и права АН Украинской ССР), где к тому времени заняла должность старшего научного сотрудника. Однако в 1970 году она начала трудиться на юридическом факультете свой альма-матер, где последовательно занимала должности старшего преподавателя, доцента, профессора и заведующей кафедрой.
В 1975 году прочитала курс лекций по теории государства и права в Университете им. Яна Эвангелисте Пуркине (Брно, Чехословакия). В 1976 году написала диссертацию на соискание учёной степени доктора юридических наук по теме «Возникновение и развитие социалистических федераций», а в 1978 году ей была присвоена эта степень. В 1981 году Евгения Тихонова получила учёное звание профессора.
В 1990 году Евгения Антоновна вошла в состав рабочей группы, которая занималась подготовкой Декларации о государственном суверенитете Украины. В 1991 году начала работать в аппарате Верховной рады Украины, где заняла должность главного научного консультанта, тогда же вошла в состав рабочей группы Конституционной комиссии Верховной рады Украины, которая занималась разработкой проектов новой Конституции Украины. Работая в аппарате Верховной рады Тихонова вплоть до 1993 года, продолжала трудиться на юридическом факультете Киевского государственного университета им. Т. Г. Шевченко, а в 1994 году перестала состоять в рабочей группе Конституционной комиссии.
В 1995 году Евгения Антоновна возглавила отдел конституционного права Института законодательства Верховной рады Украины, а затем стала главным научным сотрудником этого учреждения. В 1996 году во время разработки проекта Конституции Украины была назначена официальным экспертом. В 1997 году участвовала в создании «Концепции развития законодательства Украины на 1997—2005 гг.». В 1998 году Евгения Антоновна была избрана действительным членом Международной Славянской академии наук. В 1999 году стала заведующей отдела конституционного права аппарата Уполномоченного Верховной рады Украины по правам человека и в том же году разработала проект парламентской реформы на Украине. Также, принимала участие в разработке ряда законопроектов Украины.
В 2000 году Евгения Тихонова вернулась на вузовскую работу, заняла должность профессора в Университете экономики и права «КРОК», а с 2003 года совмещала эту работу с деятельностью в Институте законодательства Верховной рады Украины на должности главного научного консультанта.
Евгения Антоновна Тихонова скончалась 29 октября 2010 года.

## Научные труды
Евгения Антоновна специализировалась на исследовании проблем теории государства и права и конституционного права. Вклад Евгении Тихоновой в развитие юридической науки на Украине оценивается как «весомый».
Среди научных трудов написанных Е. А. Тихоновой, самостоятельно или в соавторстве, важнейшими являются: «Народные советы депутатов трудящихся Народной Республики Болгария» (1954), «Государственный строй Румынской Народной Республики» (1959), «Национальный вопрос в государственном строительстве Китайской Народной Республике» (1962), «Национальный вопрос в государственном строительстве европейских социалистических стран» (1966), «Социализм и социальная справедливость» (1988), «Комментарий к Конституции Украины» (соавтор 1996 и 1998), «Парламентская республика как возможная и целесообразная форма украинской государственности» (1997), «Методологические основы системы построения конституционного законодательства Украины» (1997), «Конституция Украины как культурная ценность» (1997), «Вопрос имплементации норм международного права в национальное законодательство Украины и международно-правовые гарантии защиты прав мигрантов» (1998), «Парламент в механизме социального государства: проблемы усовершенствования юридического статуса» (2001), «Теоретические основы и характерные черты демографических форм государственного правления» (2002).
Также Евгения Антоновна принимала участие в написании статей для шеститомника «Юридична енциклопедія».